# Microregione di Piedade
Piedade è una microregione dello Stato di San Paolo in Brasile, appartenente alla mesoregione di Macro Metropolitana Paulista.

## Comuni
Comprende 5 comuni:
- Ibiúna
- Piedade
- Pilar do Sul
- São Miguel Arcanjo
- Tapiraí